# Municipio de Hopewell (condado de Cumberland, Pensilvania)
El municipio de Hopewell (en inglés: Hopewell Township) es un municipio ubicado en el condado de Cumberland en el estado estadounidense de Pensilvania. En el año 2000 tenía una población de 2.096 habitantes y una densidad poblacional de 28.8 personas por km².

## Geografía
El municipio de Hopewell se encuentra ubicado en las coordenadas 40°07′25″N 77°30′59″O / 40.12361, -77.51639.

## Demografía
Según la Oficina del Censo en 2000 los ingresos medios por hogar en la localidad eran de $44,118 y los ingresos medios por familia eran de $47,143. Los hombres tenían unos ingresos medios de $31,094 frente a los $24,583 para las mujeres. La renta per cápita de la localidad era de $18,114. Alrededor del 6,2% de la población estaba por debajo del umbral de pobreza.